# Casa Bonaventura Ferrer

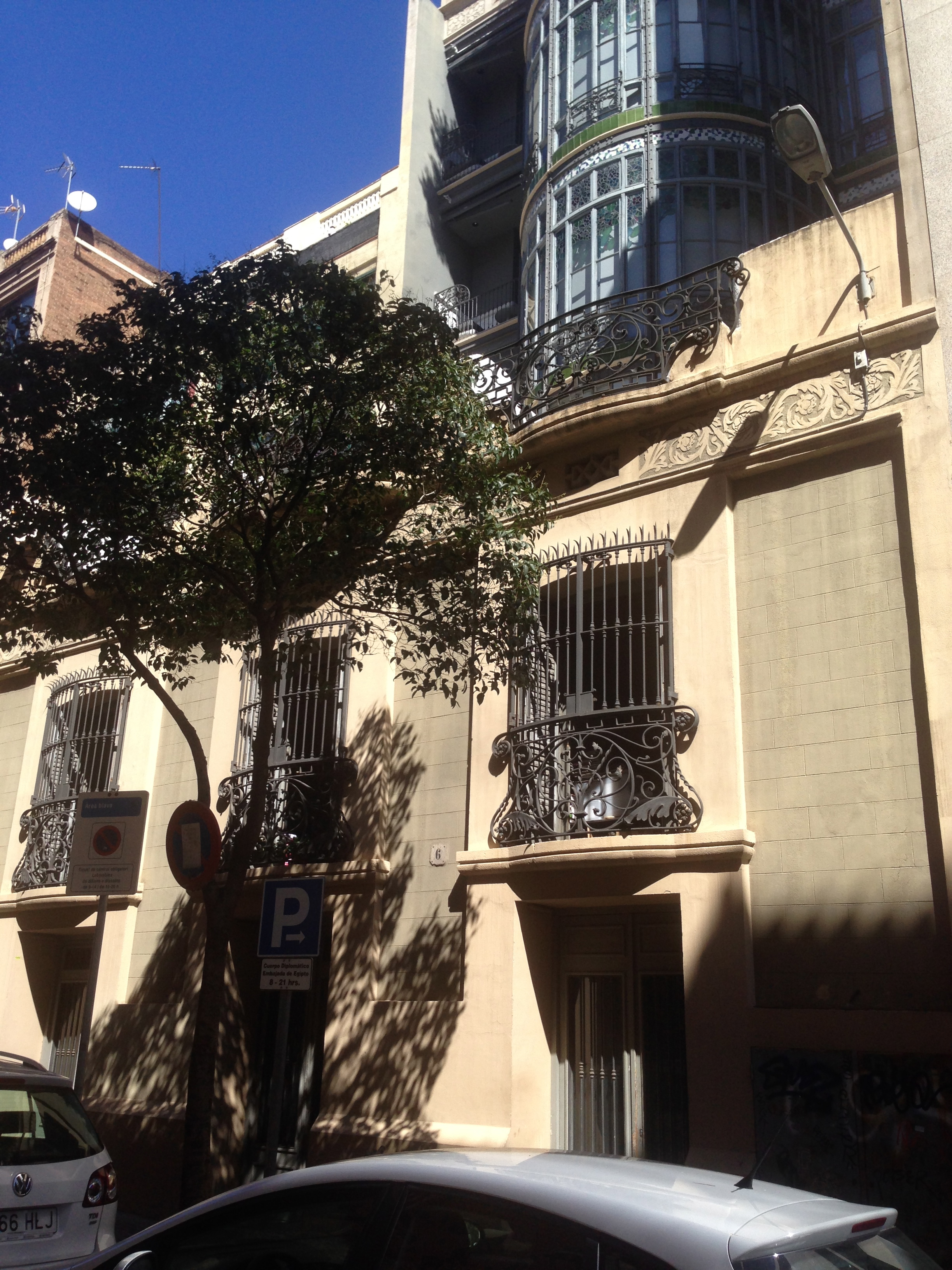
Fachada posterior Casa Bonaventura Ferrer

La Casa Bonaventura Ferrer, es un edificio modernista situado en el número 113 del Paseo de Gracia en Barcelona y con fachada posterior en el número 6 de la Riera de Sant Miquel. Es un proyecto del arquitecto Pedro Falqués Urpí, realizado en el año 1906, mismo año en que diseñó las farolas del Paseo de Gracia conocidas como Bancos-farolas.
Desde el año 1979 está en el Catálogo del Patrimonio Histórico-Artístico de Barcelona.
Esta edificación es también conocida en la ciudad como "El Palauet". En el año 2010 el edificio fue íntegramente remodelado y convertido en hotel de lujo.

## Edificio
El edificio se asienta sobre una bodega construida con bóvedas de ladrillo, una planta baja, un piso "principal" habitual en el ensanche de Barcelona, más tres pisos y una azotea con un gran lucernario para la entrada de luz en el patio que ilumina todo el hueco de la escalera. 
La fachada fue diseñada con tres cuerpos verticales, donde destaca la tribuna en primer lugar, con escultura labrada en piedra y un gran hueco en su basamento como un contrapunto entre los espacios hueco y lleno. La puerta y los balcones son de hierro forjado, el coronamiento del edificio es de inspiración barroca.
Los techos interiores están decorados con una espectacular composición de altorrelieve policromo de yeso con elementos florales de estilo modernista. La planta baja está decorada con fina talla de madera y las puertas correderas de las plantas superiores están artísticamente labradas con decoraciones de copas. 
La fachada posterior, está compuesta por una planta baja sobre la que descansa una gran terraza recubierta de trencadís de mármol blanco donde se apoya una tribuna semicircular de madera, hierro, cerámica y vidrio emplomado formando un gran vitral semicircular con decoraciones florales modernistas.

## Galería

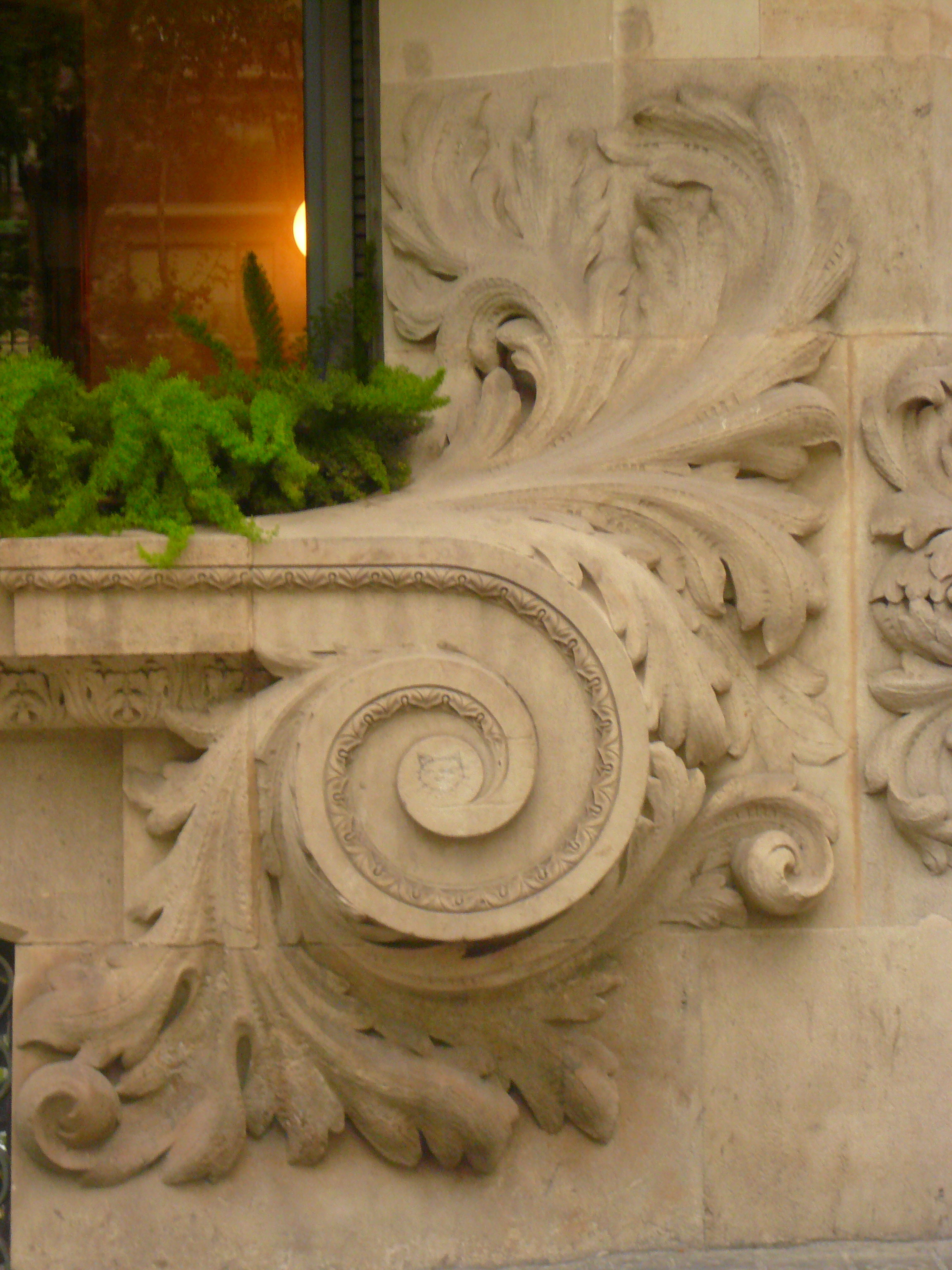
Detalle de ornamentación exterior
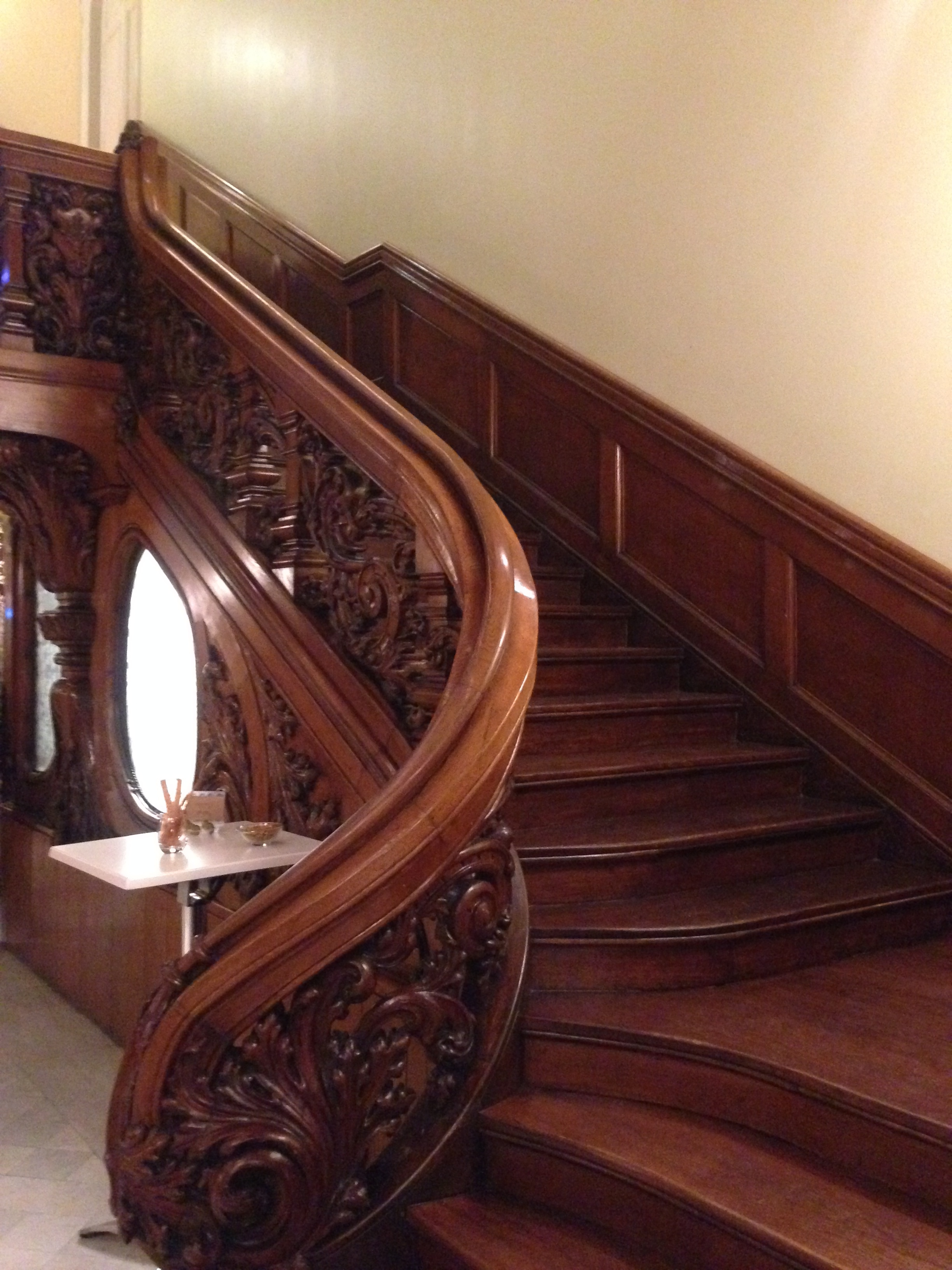
Escalera interior
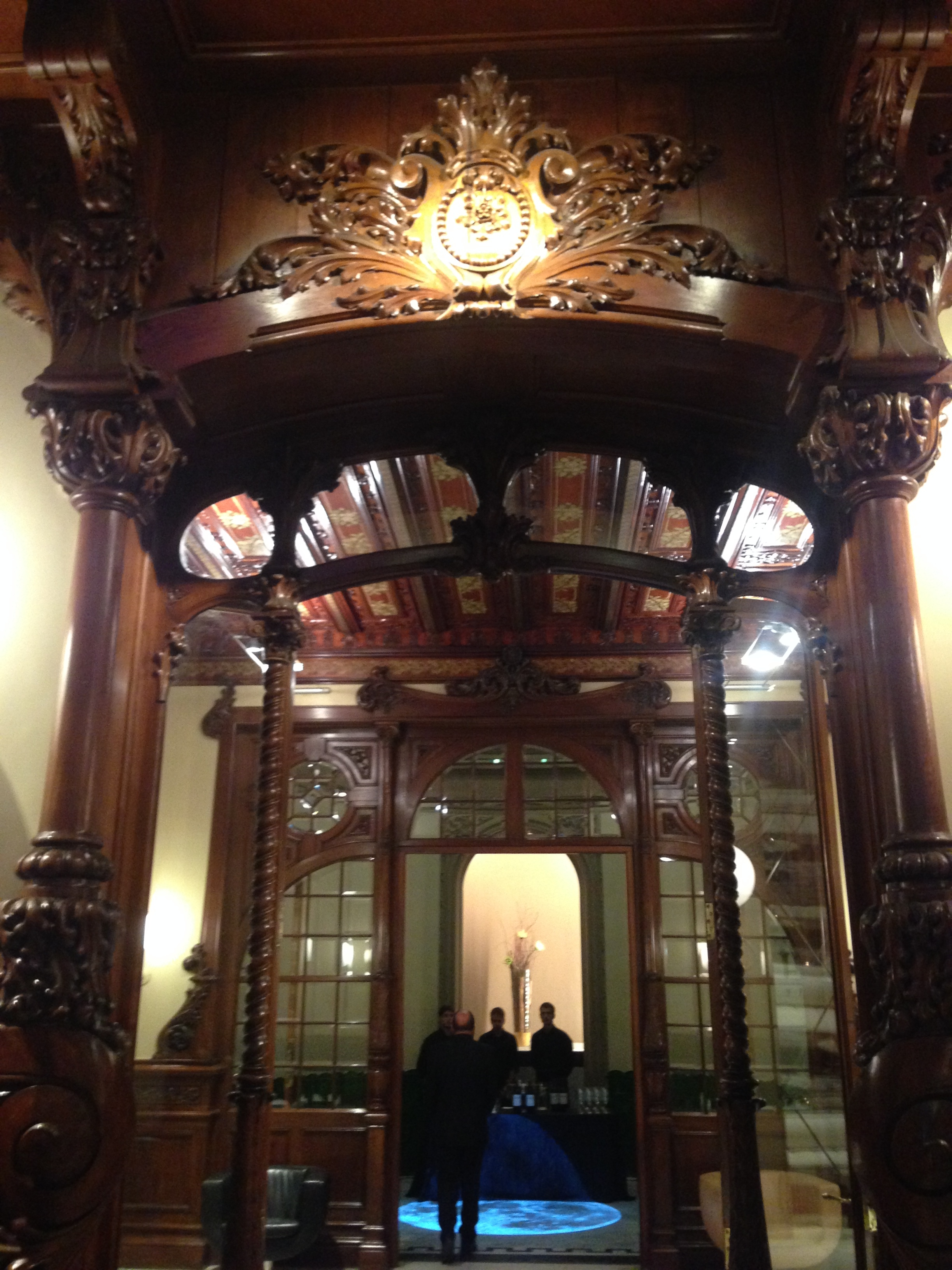
Puerta interior
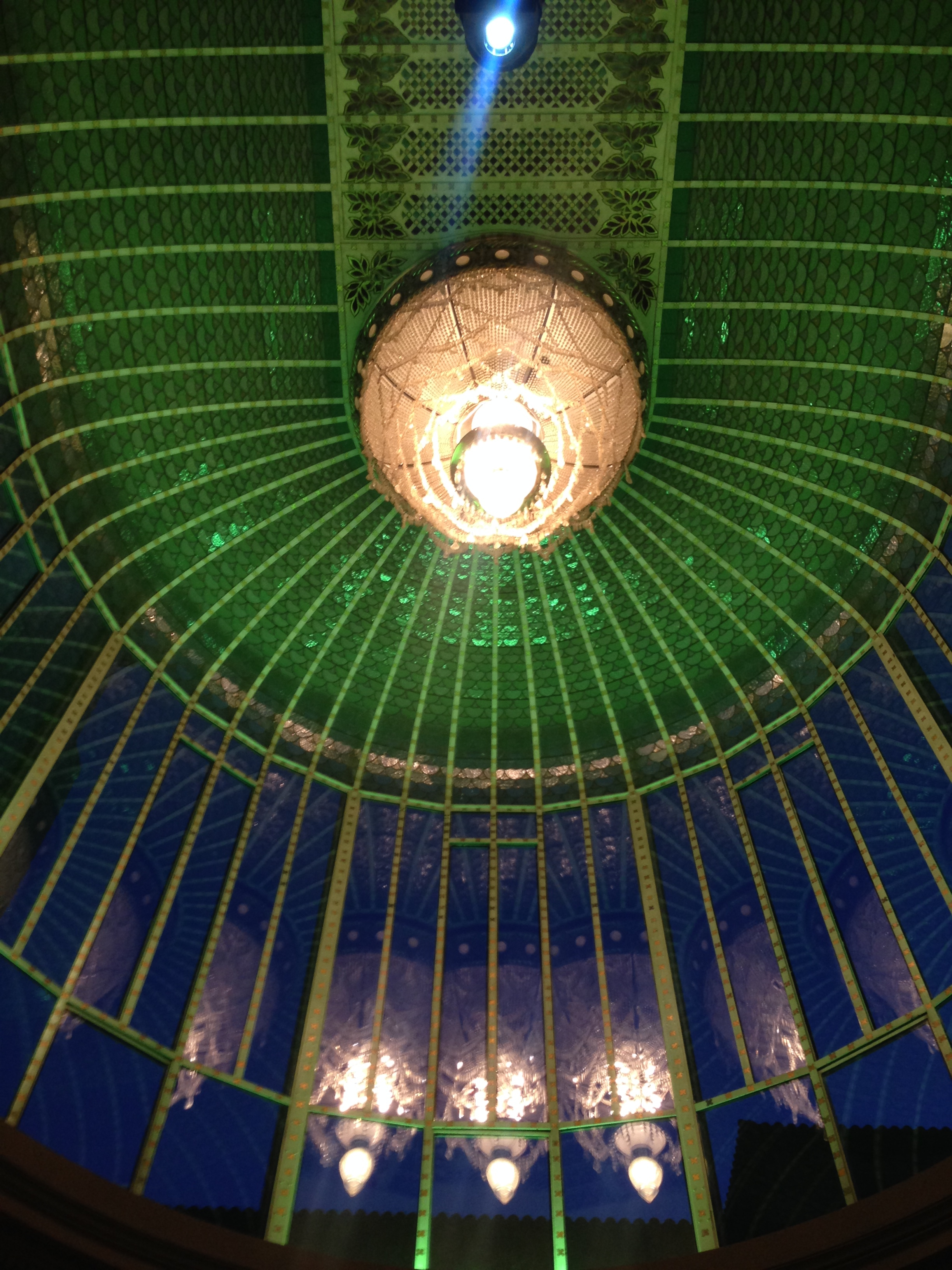
Lámpara bajo lucernario
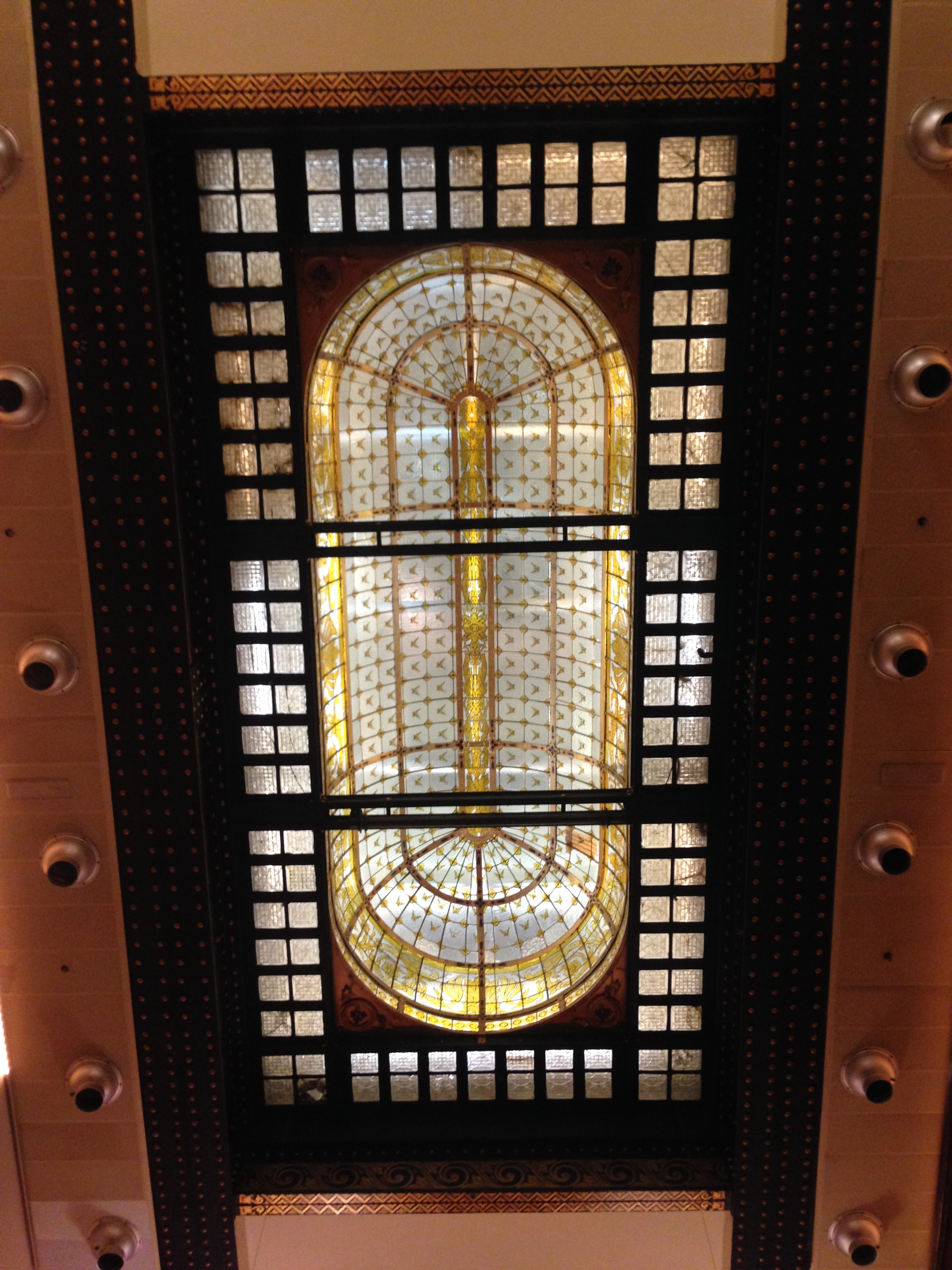
Tragaluz interior
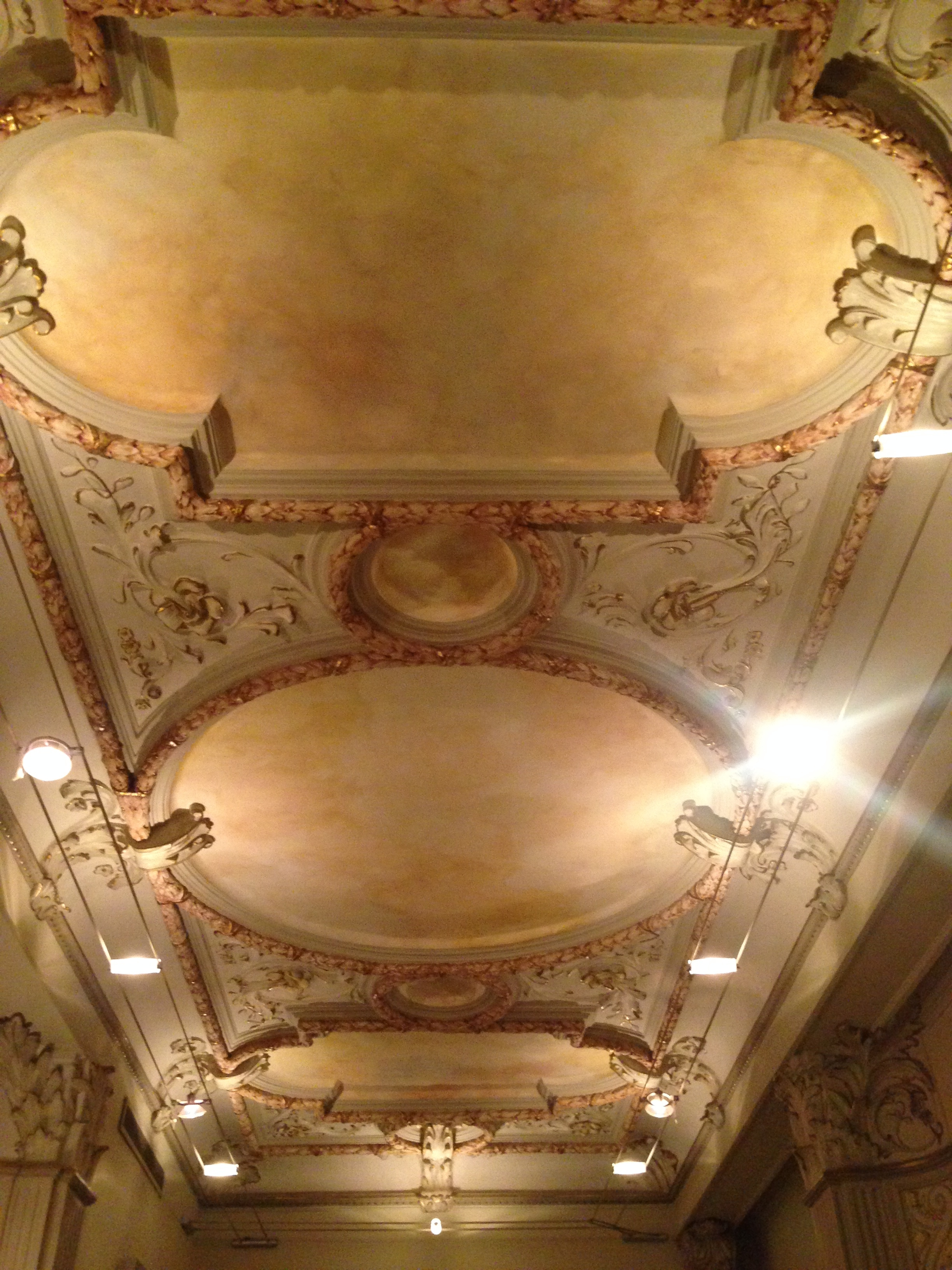
Artesonado escayola polícroma